# Nicolaus Prick

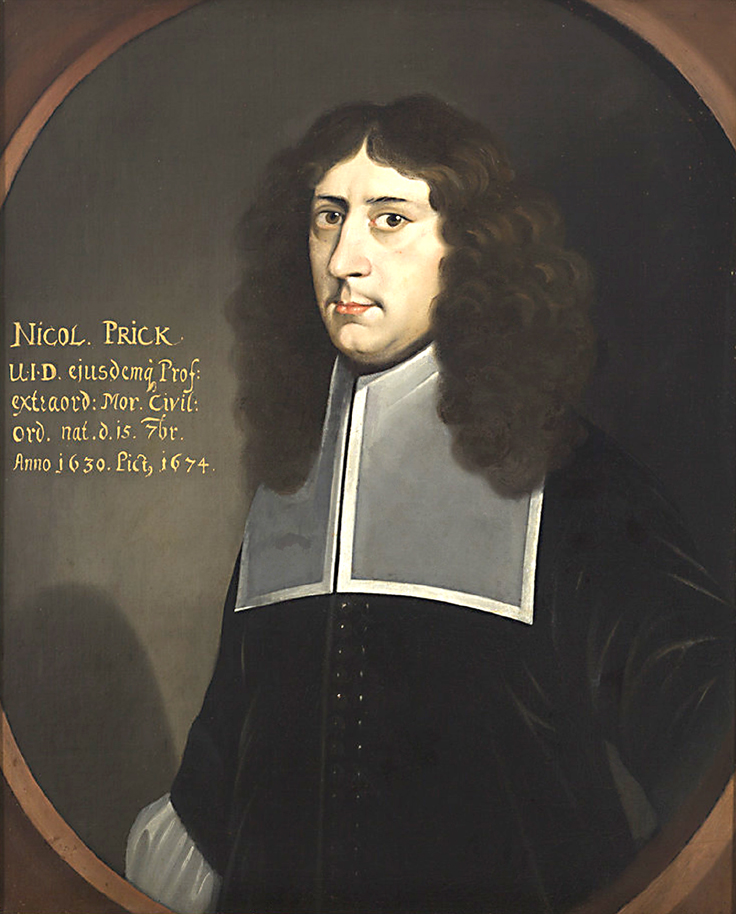
Porträt von 1674

Nicolaus Prick (auch Nikolaus oder Niclas Prick; * 15. September 1630 in Aachen; † 4. Oktober 1692 in Marburg) war ein deutscher Rechtswissenschaftler und Hochschullehrer.

## Leben
Prick war Sohn des Aachener Ratsherrn Nikolaus Prick. Er besuchte die Stadtschule von Aachen, dann die Schule von Kinzweiler. Er begab sich 1644 zum Studium der Philosophie und Theologie an die Akademie Sedan. Dort blieb er bis 1646. Er kehrte nach Aachen zurück. 1652 widmete er sich erneut dem Studium der Theologie, 1653 kam er dazu an die Universität Marburg. Es zeigte sich allerdings, dass er nicht für das Predigeramt geeignet war. Daher wechselte er zum Studium der Medizin. Er schrieb sich 1654 an der Universität Groningen ein. Von dort ging er an die Universität Leiden, die er aber nach kurzer Zeit wegen einer dort herrschenden Krankheit wieder verlassen musste.
Prick war gerade auf dem Weg an die Universität Padua, als er 1656 eine Stelle als Lehrmeister der Edelknaben am Hof in Kassel antrat. 1659 erfolgte seine Ernennung zum Präzeptor der hessischen Prinzen Wilhelm und Karl. Für seine Verdienste wurde er am 6. Mai 1665 mit dem Titel Fürstlicher Rat ausgezeichnet. Am 24. Dezember 1668 wurde er, mittlerweile mit der Materie der Rechtswissenschaft vertraut, in das Amt als Professor der Politik an der Marburger Universität eingeführt. Nachdem er sich geschäftlich in Dänemark aufgehalten hatte, wurde er 1669 an der Universität Kiel zum Doktor der Rechte promoviert. Vom 18. März 1670 bis 1682 amtierte er in Marburg als Professor der Ethik, ab 18. Januar 1672 außerdem als außerordentlicher Professor der Rechte. Am 5. November 1681 wurde er zum ordentlichen Professor der Rechte ernannt. Er war von 1682 bis 1684 Professor der Pandekten und schließlich von 1684 bis 1692 Professor des kanonischen Rechts.
Prick engagierte sich ebenfalls in der Marburger Universitätsverwaltung. Er stand als Dekan in den Jahren 1672, 1676, 1681 und 1682 der Philosophischen Fakultät sowie in den Jahren 1685, 1688 und 1692 der Juristischen Fakultät vor. 1682 und 1688 leitete er als Rektor die Universität und 1692 war er Administrator der Universitätseinkünfte.

## Werke (Auswahl)
- De choreis et saltationibus, Kürsner, Marburg 1681.
- Gnothi Seauton Sive Cogitationes Ethicæ De Humilitate, Kürsner, Marburg 1681.
- De melioratione bonorum, von Besserung der Güter, Stock, Marburg 1687.
- Dissertatio Solennis De Pluralitate Votorum In Negotiis Imperii Romano-Germanici Tam Publicis Quam Privatis, Stock, Marburg 1691.